# ラミア航空
ラミア航空(スペイン語: LaMia)は、当初ベネズエラのメリダで設立され、ヌエバ・エスパルタ州に拠点を移した航空会社。および、後にその名を受け継いでボリビアのサンタ・クルス・デ・ラ・シエラに本社を置いた同名の航空会社。両社の間に連続性はないが、ベネズエラの航空会社からのリース機によってボリビアの会社は運行しており、この記事では両社を一括して取り扱う。

## ベネズエラ時代

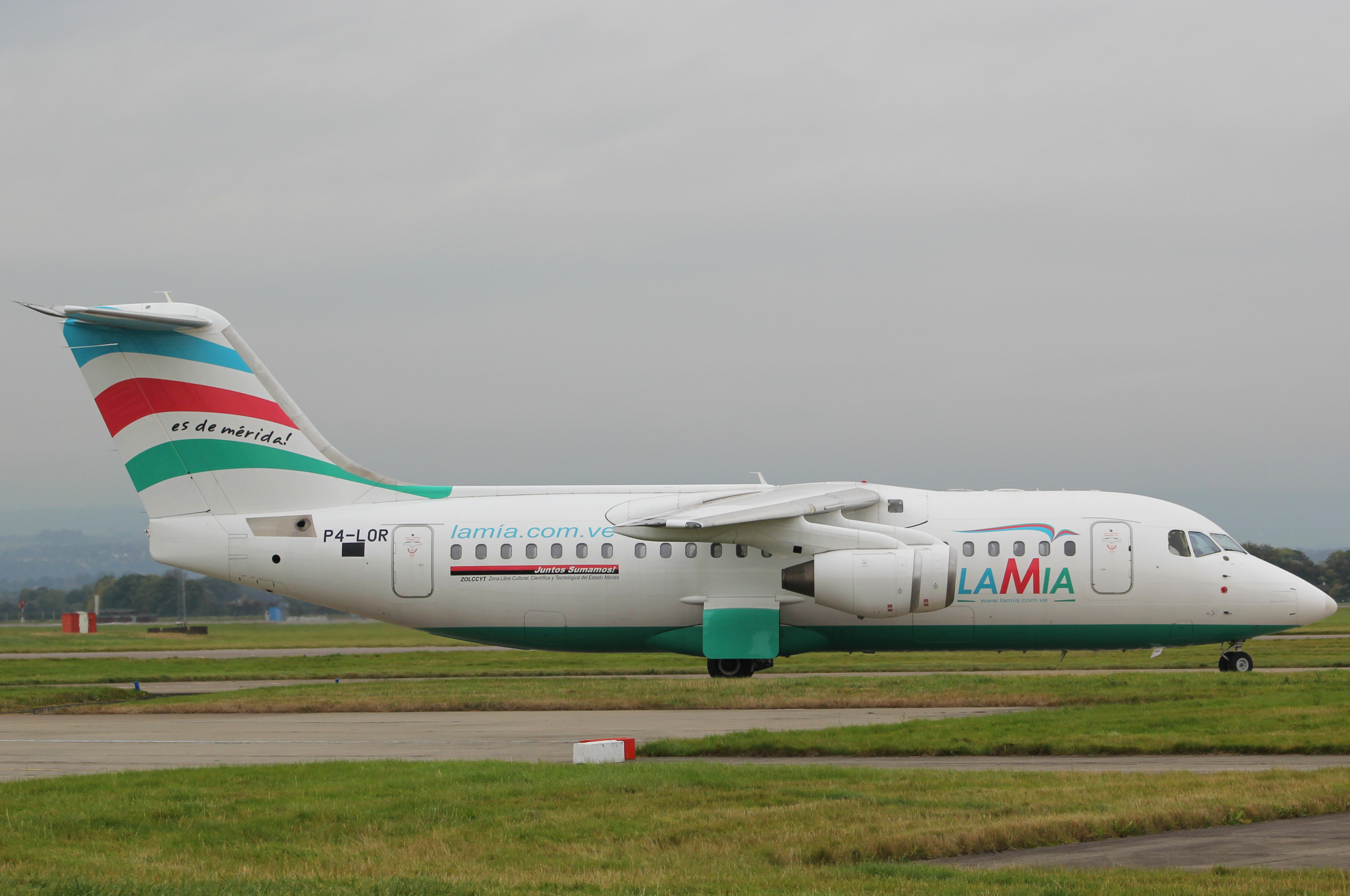
ベネズエラ時代のRJ85（機体記号P4-LOR、2013年、グラスゴー空港）、ボリビア時代でも機体記号CP-2933として使用されラミア航空2933便墜落事故で墜落した機体である。

2009年、ベネズエラのリカルド・アルベルト・アルバセテ・ビダル（Ricardo Alberto Albacete Vidal）により、ベネズエラのメリダで設立された。名称はLínea Aérea Merideña Internacional de Aviaciónのアクロニムに由来する。メリダ州知事マルコス・ミゲル・ディアス・オレリャーナ（Marcos Miguel Díaz Orellana）の支持の元、当初は2機のATR-500（ATR 72）をリースによりメリダを拠点に運行し、後に新造機12機と置き換える計画であった。
2010年8月16日よりスペインのスウィフトエアからウェットリースで導入した1機のATR 72-200によりカラカス便を運航したが、航空運送事業許可が10月に切れたことで事業は停止した。その後、2011年にアブロ RJ85をアイルランドのシティジェットからウェットリースし、国内便に再参入を図った。2013年11月2日には、当時4機に増勢していた機体から1機をポルラマル - シウダーグアヤナ便として就航させる計画を明らかにし、ヌエバ・エスパルタ州に航空会社を求めた州知事カルロス・マタ・フィゲロア（Carlos Mata Figueroa）臨席の下デモフライトを行った。この時、メリダ州からヌエバ・エスパルタ州に拠点を移し、Mは「Merideña」からマルガリータ島にちなむ「Margarita」に変更している。だが、この計画はベネズエラ危機により頓挫した。2015年後半にはトルヒージョ（空港はバレーラのドクトル・アントニオ・ニコラス・ブリセーニョ空港）からカラカスまでの路線開設を目指したが、ベネズエラ民間航空局から耐空証明を得られず機体は地上に留めおかれ路線開設は果たせなかった。

## ボリビア時代
ベネズエラでの事業が上手く行かなかったラミア航空は、ボリビアで保有する3機（自社所有1機）のリース事業を開始した。ボリビアでのリース先は塗装の変更は行わず、同名のラミア航空として営業が行われた。
ラミア航空はボリビアでは2015年11月、サンタ・クルス・デ・ラ・シエラで設立され、ボリビア民間航空総局からチャーター便の国内航空運送事業許可を取得しており、書類上は2015年7月31日に無制限の許可を得たとされていた。2016年4月の時点で、RJ85は95席の仕様で、炭化水素産業・鉱業、旅行代理店、サッカーチームを顧客として想定していた。サッカーチームとしては、アルゼンチン、ベネズエラ、ボリビアの代表、コロンビアのアトレティコ・ナシオナル、パラグアイのクルブ・オリンピア、ボリビアのオリエンテ・ペトロレロ、クルブ・ブルーミング、クルブ・レアル・ポトシ、ザ・ストロンゲストが顧客となっていた。加えて、ボリビア鉱業冶金省も顧客であった。
2016年11月の時点で3機のアブロ RJ85を運航した。2016年11月28日に、アソシアソン・シャペコエンセ・ジ・フチボウのメンバー、関係者を乗せたチャーター便が墜落した（ラミア航空2933便墜落事故）後、航空運送事業許可はボリビア民間航空総局によって停止された 。加えてボリビア労働・雇用・社会保障省は、ラミア航空がボリビア政府に未登録であることを公表した。事故当時、ラミア航空には15人が在籍していた。事故の犠牲者にはパイロットでもあったオーナーのミゲル・アレハンドロ・キロガ・ムラカミ（Miguel Alejandro Quiroga Murakami）も含まれていた。

## 機材
| 機種        | 保有 | 発注 | 乗客 | 備考                                            |
| ----------- | ---- | ---- | ---- | ----------------------------------------------- |
| アブロ RJ85 | 2    | －   | 95   | コチャバンバとバレーラに各1機が保管されていた。 |
| 合計        | 2    | 0    |      |                                                 |

国際事故調査委員会は2016年12月7日にこれらの機体を調査の一環として押収する事を決めている。ボリビア空軍は墜落した機体の整備費用を巡って2014年4月に提訴していたが、ラミア航空からの支払いは行われなかった。

## 事故
2016年11月28日、アソシアソン・シャペコエンセ・ジ・フチボウのメンバー、関係者を乗せたチャーター便として運行されていたCP-2933が墜落した。乗員・乗客77名中71人が死亡した。

## 注
1. ↑  ボリビアは南アメリカ2位の天然ガス埋蔵量を有する[13]。
2. ↑  ボリビアでは法により全ての使用者は労働・雇用・社会保障省に登録を行う義務が存在している[17]。